# Onthophagus foliiceps
Onthophagus foliiceps là một loài bọ cánh cứng trong họ Bọ hung (Scarabaeidae).